# Série de Dirichlet

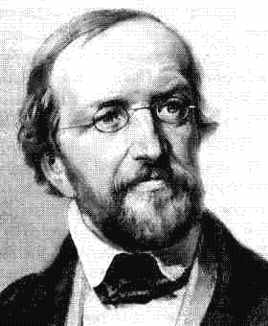
Johann Peter Gustav Lejeune Dirichlet analyse les séries qui portent son nom en 1837 pour démontrer le théorème de la progression arithmétique.

En mathématiques, une série de Dirichlet est une série f(s) de fonctions définies sur l'ensemble ℂ des nombres complexes, et associée à une suite (an) de nombres complexes de l'une des deux façons suivantes :
Ici, la suite (λn) est réelle, positive, strictement croissante et non bornée. Le domaine de convergence absolue d'une série de Dirichlet est soit un demi-plan ouvert de ℂ, limité par une droite dont tous les points ont même abscisse, soit l'ensemble vide, soit ℂ tout entier. Le domaine de convergence simple est de même nature. Sur le domaine de convergence simple, la fonction définie par la série est holomorphe. Si la partie réelle de s tend vers +∞, la fonction somme, si elle existe, tend vers 0.
Les séries de Dirichlet interviennent en théorie analytique des nombres. Dirichlet en analyse certaines, les séries L de Dirichlet, pour démontrer en 1837 le théorème de la progression arithmétique. L'hypothèse de Riemann s'exprime en termes de zéros du prolongement analytique d'une fonction somme d'une série de Dirichlet.

## Définitions et exemples

### Définitions
Il existe deux définitions différentes des séries de Dirichlet :
- Une série de Dirichlet est une série de la forme suivante, où (an) désigne une suite de nombres complexes :

Cet article utilise une définition plus générale :
- Une série de Dirichlet est une série de la forme suivante, où (an) désigne une suite de nombres complexes et (λn) une suite réelle, positive, strictement croissante et non bornée :

La première définition correspond au cas particulier λn = ln(n).
- On associe classiquement[1] à une telle série les deux fonctions{\displaystyle A(u)=\sum _{1\leq n\leq u}a_{n},\quad A_{\lambda }(x)=\sum _{\lambda _{n}\leq x}a_{n}}.

### Exemples
- Parmi les séries de Dirichlet « classiques », celles de la première définition, figurent les séries L de Dirichlet, qui correspondent aux cas où la suite (an) est totalement multiplicative et périodique. L'exemple le plus simple d'une telle suite (appelée un caractère de Dirichlet) est la suite constante an = 1, qui correspond à la série de Riemann{\displaystyle \zeta (s)=\sum _{n=1}^{\infty }{\frac {1}{n^{s}}}}.
- La théorie des séries de Dirichlet générales, en autorisant d'autres suites d'exposants λn que la suite (ln(n)), permet d'inclure d'autres théories classiques :
  - Si les valeurs λn vérifient : λn = n et si l'on note z = e–s, la série prend la forme :{\displaystyle f(z)=\sum _{n=1}^{\infty }a_{n}z^{n}}.On retrouve la définition d'une série entière, à une constante additive près[2].
  - Dans le cas où λn = 2πn, le changement de variable s = –it montre qu'une série de Fourier est aussi un cas particulier de série de Dirichlet.

## Abscisses de convergence

### Convergence simple et convergence absolue
Lorsque la série n'est pas à coefficients positifs (ou de même signe), il faut distinguer la convergence absolue de la convergence simple.
Exemple : la série de Dirichlet de la fonction êta de Dirichlet est {\displaystyle \eta (s)=\sum _{n=1}^{\infty }{(-1)^{n-1} \over n^{s}}}.
- Elle converge simplement (c'est une série alternée) pour les nombres réels > 0.
- Elle diverge si s ≤ 0.
- Elle converge absolument pour les nombres réels > 1 (et seulement pour ceux-là).

De plus, la fonction êta se prolonge de manière holomorphe à tout le plan complexe.
On dit que 0 est l'abscisse de convergence simple, que 1 est l'abscisse de convergence absolue de la série de Dirichlet et que –∞ est l'abscisse d'holomorphie.

### Abscisse de convergence simple
Soit Cf l'ensemble des nombres réels a tels que la série f(a + bi) converge pour au moins un réel b. Cet ensemble permet la définition :
L'abscisse de convergence simple, encore appelée abscisse de convergence est la borne inférieure σc de l'ensemble Cf. Autrement dit : si Cf n'est pas minoré alors σc = –∞, si Cf est vide alors σc = +∞, et dans tous les autres cas, σc est le plus grand réel σ tel qu'en tout point du demi-plan Re(s) < σ, la série diverge.
Cette abscisse de convergence est l'objet d'une proposition :
- Sur le demi-plan Re(s) > σc, la série f est convergente.
- Pour tout point s0 de ce demi-plan, la convergence est uniforme dans tout secteur de la forme |arg(s – s0)| ≤ θ, où 0 ≤ θ < π/2.

On en déduit que la convergence est uniforme sur tout sous-ensemble compact du demi-plan, d'où le corollaire :
- La série de Dirichlet est holomorphe sur son demi-plan de convergence et {\displaystyle f'(s)=\sum _{n=1}^{+\infty }-\lambda _{n}a_{n}\mathrm {e} ^{-s\lambda _{n}}}.

Si la suite (A(n)) est bornée, alors l'abscisse de convergence est négative ou nulle. Plus généralement,, :
- Soit L la limite supérieure suivante :{\displaystyle L=\limsup _{n\rightarrow \infty }{\frac {\ln |A(n)|}{\lambda _{n}}}.}Si L > 0 alors σc = L ; si L ≤ 0 alors σc ≤ 0.

En démontrant cette propriété, on obtient au passage l'expression intégrale suivante :
- Pour tout nombre complexe s de partie réelle strictement supérieure à max(σc, 0),{\displaystyle (*)\quad f(s)=s\int _{0}^{\infty }A_{\lambda }(x)\mathrm {e} ^{-sx}\mathrm {d} x}.

Dans le cas des séries de Dirichlet classiques (c.-à-d. pour λn = ln(n)), cette formule devient, par changement de variable :
Une autre proposition traite du cas où l'abscisse de convergence simple est strictement négative :
- Si l'abscisse de convergence simple d'une série de Dirichlet est strictement négative, elle est égale à la limite suivante[8] :{\displaystyle \limsup _{n\to \infty }{\frac {\ln \left(\left|\sum _{k=n+1}^{\infty }a_{k}\right|\right)}{\lambda _{n+1}}}}.

### Abscisse d'holomorphie
Cette abscisse σh est définie comme la borne inférieure de l'ensemble des réels x tels que la série admette un prolongement holomorphe sur le demi-plan Re(s) > x.
D'après ce qui précède, on a toujours
mais une différence majeure avec la théorie des séries entières est que cette inégalité peut être stricte, comme le montre l'exemple des fonctions L de Dirichlet associées à des  caractères non principaux.
On a cependant égalité si les coefficients de la série sont positifs :
On a aussi σh = σc sous d'autres hypothèses complémentaires, en posant
- Si Δ = 0, si G > 0 et si σc est finie, alors tout point de la droite Re(s) = σc est singulier pour la fonction.
- Si Δ est fini, si G > 0 et si σc est finie, alors tout segment de longueur 2π/G de la droite Re(s) = σc contient au moins un point singulier pour la fonction (ce qui généralise le fait que pour une série entière, le bord du disque de convergence contient au moins un point singulier).

### Abscisse de convergence absolue
On définit de même l'abscisse de convergence absolue σa comme la borne inférieure de l'ensemble des réels x pour lesquels la série est absolument convergente sur le demi-plan Re(s) > x. Les deux abscisses σa et σc (évidemment égales pour une série à coefficients positifs) sont liées en général par les inégalités:
On montre de plus que :
ce qui généralise le théorème de Cauchy-Hadamard sur le rayon de convergence d'une série entière. Remarquons que D est nul dès que Δ est fini, mais que cela ne suffit pas à assurer l'existence de points singuliers sur la droite critique.
Dans le cas d'une série de Dirichlet « classique » : {\displaystyle \sum _{n=1}^{\infty }{a_{n} \over n^{s}}}, on a D = 1, donc :
L'exemple de la série de Dirichlet de la fonction êta de Dirichlet ({\displaystyle \eta (s)=\sum _{n=1}^{\infty }{(-1)^{n-1} \over n^{s}}}) montre que l'on a une inégalité optimale : la série converge simplement (c'est une série alternée) seulement pour les nombres réels > 0 et absolument seulement pour les nombres réels > 1.

## Unicité du développement
On se ramène au cas où les deux séries à comparer ont même type (c.-à-d. mêmes λn) en prenant la réunion (réordonnée de façon croissante) de leurs types respectifs.
Dans ce cas, si elles ont même fonction limite sur un demi-plan Re(s) > σ où elles convergent toutes deux, alors, d'après la formule de Perron, elles ont mêmes coefficients.
Il suffit pour cela que σ soit de la forme Re(s0) + ε pour un certain s0 où les deux séries convergent et un certain ε > 0 et que les deux fonctions sur ce demi-plan coïncident en une infinité de points appartenant à un secteur |arg(s – s0)| ≤ θ avec θ < π/2. En effet, si la différence de ces deux fonctions n'est pas nulle, alors ses zéros dans un tel domaine sont en nombre fini puisqu'isolés et bornés (car la différence des deux séries, divisée par son premier terme non nul, est convergente en s0 donc uniformément convergente dans ce secteur, si bien que la fonction associée tend vers 1 quand s tend vers l'infini).

## Exemples de décompositions en série de Dirichlet
- {\displaystyle {\frac {1}{\zeta (s)}}=\sum _{n=1}^{\infty }{\frac {\mu (n)}{n^{s}}}} où μ est la fonction de Möbius.
- {\displaystyle {\frac {\zeta (s-1)}{\zeta (s)}}=\sum _{n=1}^{\infty }{\frac {\varphi (n)}{n^{s}}}} où φ est l'indicatrice d'Euler
et plus généralement, {\displaystyle {\frac {\zeta (s-k)}{\zeta (s)}}=\sum _{n=1}^{\infty }{\frac {J_{k}(n)}{n^{s}}}} où Jk est la fonction totient de Jordan.
- {\displaystyle \zeta (s)\zeta (s-a)=\sum _{n=1}^{\infty }{\frac {\sigma _{a}(n)}{n^{s}}}} où σa est la fonction somme des puissances a-ièmes des diviseurs
- {\displaystyle {\frac {\zeta (s)\zeta (s-a)\zeta (s-b)\zeta (s-a-b)}{\zeta (2s-a-b)}}=\sum _{n=1}^{\infty }{\frac {\sigma _{a}(n)\sigma _{b}(n)}{n^{s}}}}.

## Propriétés analytiques
Dans beaucoup de cas, la fonction analytique associée à une série de Dirichlet possède un prolongement analytique sur un domaine plus large. Ceci est le cas pour la fonction zêta de Riemann, méromorphe sur ℂ avec un unique pôle en s = 1. Une des conjectures les plus importantes et non résolues des mathématiques appelée l'hypothèse de Riemann concerne les zéros de cette fonction.
Une première étape dans l'étude du prolongement analytique d'une série de Dirichlet générale
est de définir une nouvelle série de Dirichlet
qui converge au moins sur le demi-plan Re(s) > 0 si σc < ∞ (et même sur tout le plan si σc < 0).
En utilisant que la fonction Γ vérifie, pour tout complexe s de partie réelle > 0 (par changement de variable x = t μn)
et en justifiant l'interversion série-intégrale par des majorations adéquates, on obtient alors, pour tout complexe s tel que Re (s) > max(σc, 0) :
On en déduit au passage que pour tout σ > max(σc, 0), F(s) est la valeur principale de
Mais l'expression de f en fonction de F est surtout utile pour en déduire un prolongement méromorphe, sous certaines hypothèses :
Théorème (Hardy-Fekete) — Si σc < ∞ et si F se prolonge en une fonction méromorphe en 0, l'ordre du pôle étant q ≥ 0, alors f se prolonge en une fonction méromorphe sur tout le plan complexe, avec comme seuls pôles éventuels des pôles simples en 1, 2, … , q.

## Historique
Dirichlet définit ces séries en 1837 et les utilisa pour démontrer le théorème de la progression arithmétique, selon lequel il existe une infinité de nombres premiers dans toute progression arithmétique an + b dès que a et b sont premiers entre eux. Elles ne furent étudiées qu'à partir des travaux d'Eugène Cahen, qui en fit son sujet de thèse en 1894. Mais sa thèse fut l'objet de nombreuses critiques et provoqua ainsi de nouveaux travaux. La définition des fonctions presque périodiques par Harald Bohr permit de montrer que les fonctions définies par les séries de Dirichlet à coefficients positifs sont presque périodiques dans le demi-plan de convergence absolue.
Une partie du développement de la théorie, vue sous l'angle historique se trouve sous ce lien.